# Acanthotritus
Acanthotritus is een kevergeslacht uit de familie van de boktorren (Cerambycidae). De wetenschappelijke naam van het geslacht werd voor het eerst geldig gepubliceerd in 1855 door White.

## Soorten
Acanthotritus is monotypisch en omvat slechts de volgende soort:
- Acanthotritus dorsalis White, 1855